# Площадь Ленина (Брест)
Площадь Ленина (бел. Плошча Леніна) — площадь в Ленинском районе Бреста, в историческом центре города. Имеет форму вытянутого прямоугольника, размещена по улице Ленина, на скрещении с улицами Пушкинская и Энгельса с пешеходных сторон.

## Застройка

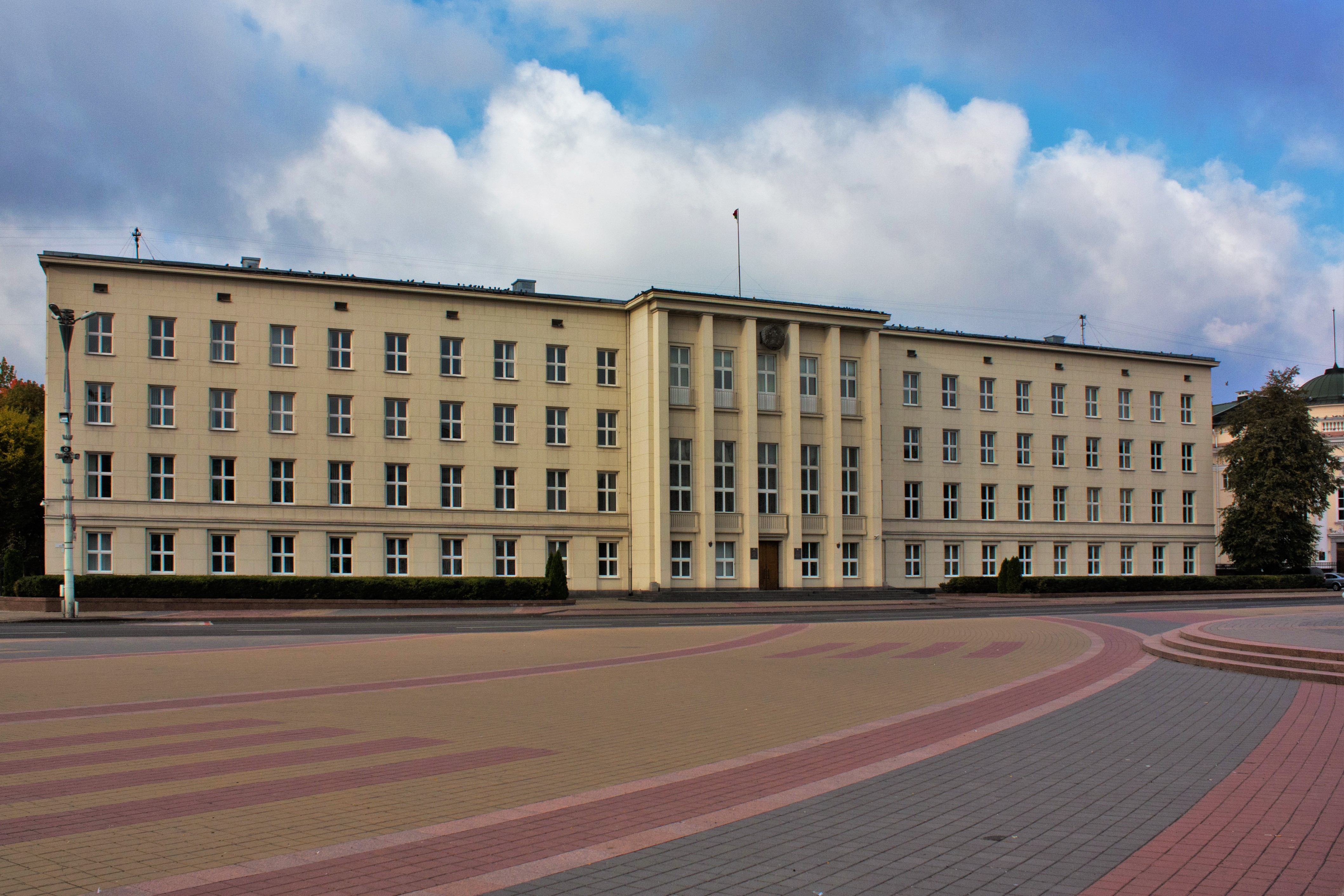
Здание Брестского облисполкома (1938)

Все строения, формирующие площадь, находятся на улице Ленина. Застройка западной стороны площади входит в Государственный список историко-культурных ценностей Республики Беларусь.

## Памятники
- Памятник Ленину[бел.] (1956, скульптор Михаил Ласточкин, архитектор Георгий Заборский[1])